# Musaklain
Der Musaklain (Gunung Musaklain) ist der höchste Berg der Insel Roti und des Regierungsbezirks Rote Ndao. Er ist 444 m hoch. Er liegt im Distrikt Rote Selatan, im Süden der Insel.